# Tinz (Gera)
Tinz ist ein Stadtteil von Gera in Thüringen.

## Lage
Tinz gehört zum statistischen Bezirk Bieblach/Tinz im Norden der Stadt Gera. Die nördliche Grenze bildet die Bundesautobahn 4. Nach Westen erstreckt sich Tinz bis in die Flussniederung der Weißen Elster.

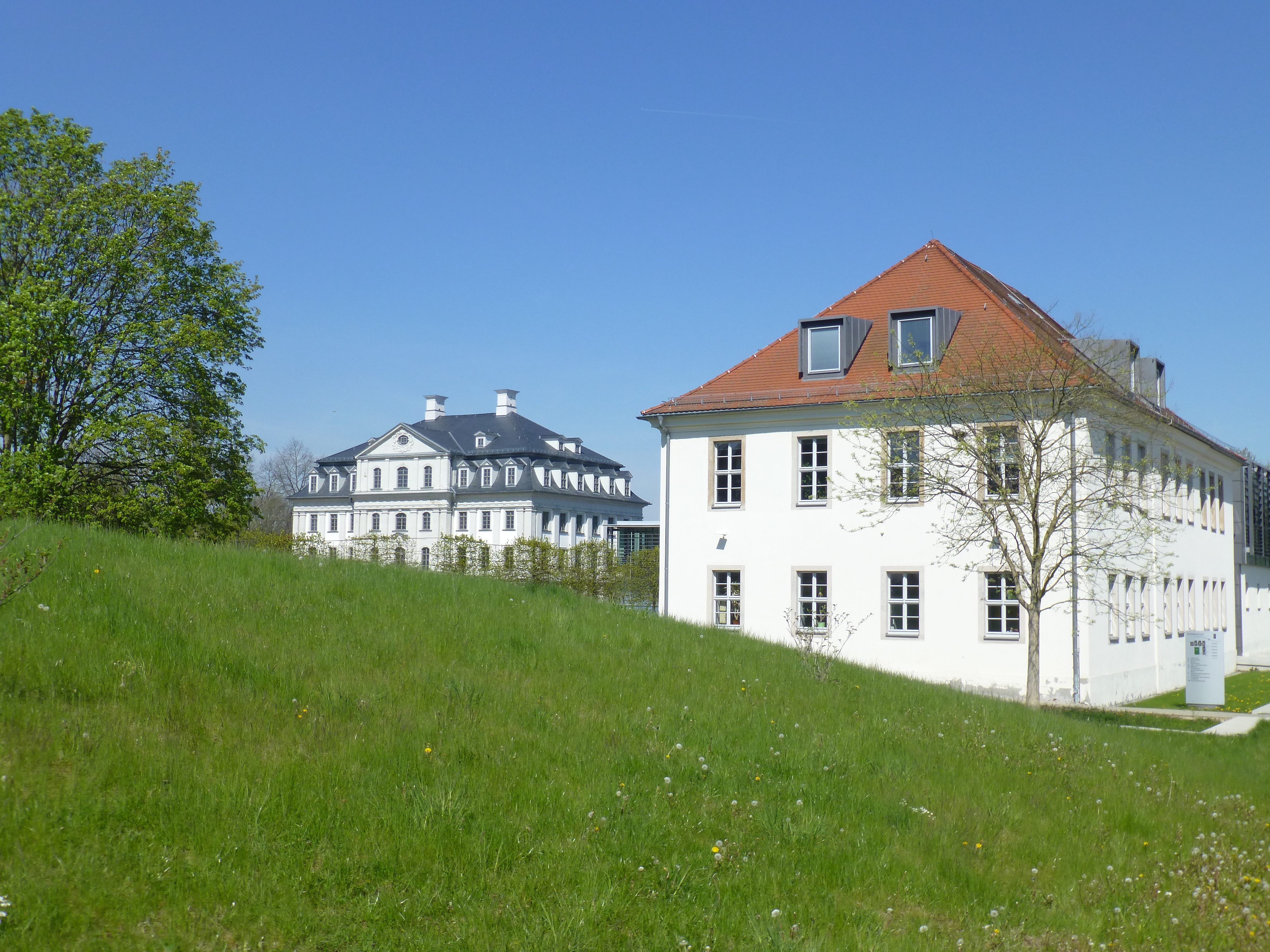
Duale Hochschule Gera-Eisenach. Das Tinzer Schloss (Hintergrund) ist Teil des neuen Campus

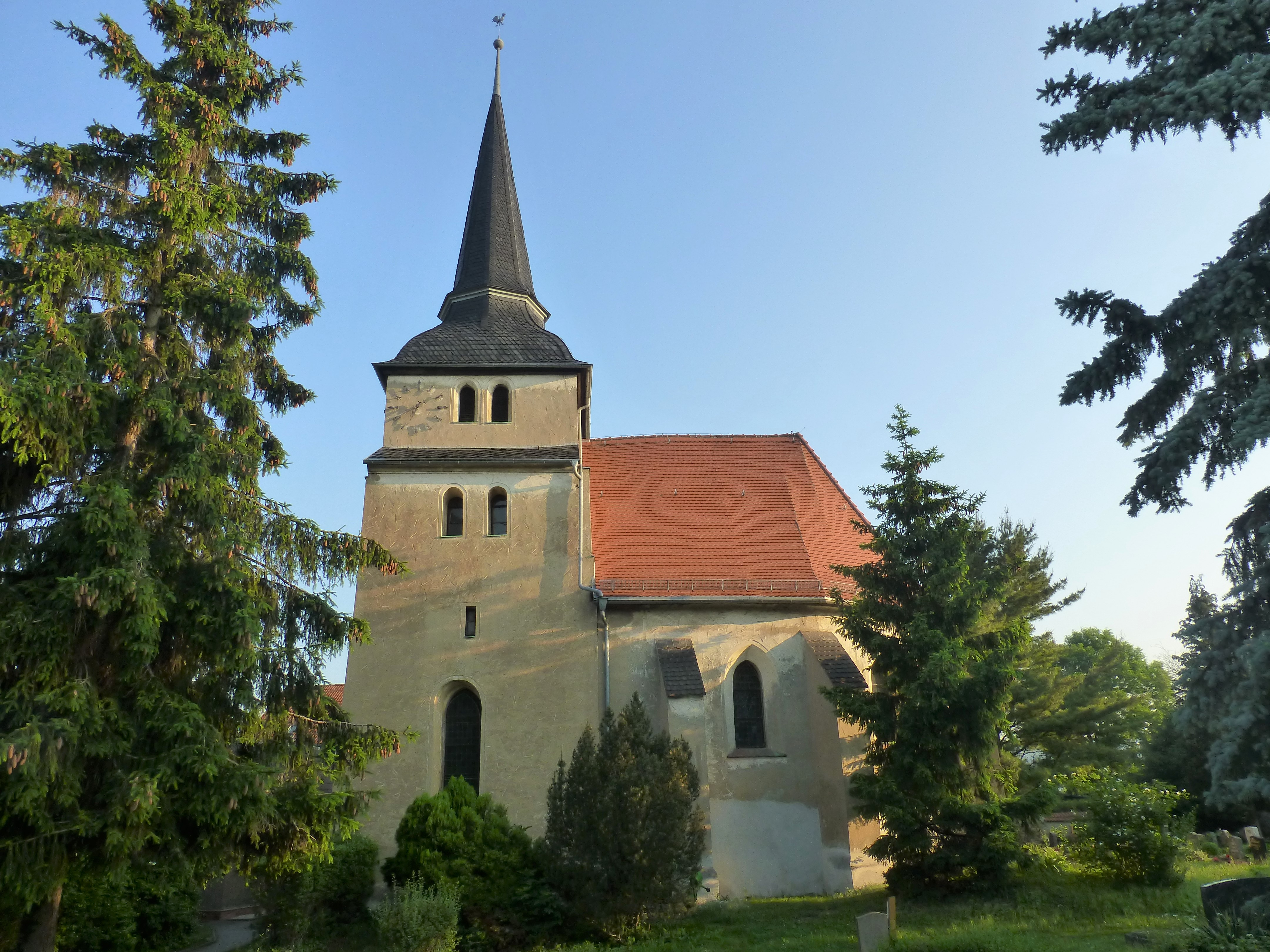
Kirche St. Margareten zu Tinz, Südansicht

## Geschichte
Tinz geht auf eine Gründung des westslawischen Stammes der Sorben zurück, die im 7. und 8. Jahrhundert die Gebiete östlich der Saale besiedelten. In den Jahren 1885 und 1963 fanden Ausgrabungen im Areal des Gewerbegebiets Siemensstraße nördlich der Brahme statt. Die hierbei freigelegten Eisenschmelzöfen. aus germanischer und Keramikfunde aus slawischer Zeit belegten, dass sich die Slawen in die von den Germanen verlassene Elsteraue niederließen und an der Einmündung des Brahmetals in das Elstertal eine Palisadenfeste mit Wallgraben errichteten Hiervon leitet sich wahrscheinlich auch der Name Tinz ab: Das slawische Wort tynec kann mit Umzäunung oder Pfahlzaun übersetzt werden.
Eine Urkunde des Naumburger Bischofs Udo II. von Veldenz, datiert auf den 25. Mai 1168, ist das älteste Schriftstück, das „Thinz“ im Zusammenhang mit den als Zeugen genannten Herren „Luf“ und „Heinrich von Thinz“ erstmals erwähnt. Zu dieser Zeit unterstand die Ortsflur der Äbtissin der Quedlinburger Reichsabtei. Im Dezember 1290 verpfändete Markgraf Friedrich von Meißen das allodium Tyncz an den Plauener Vogt Heinrich I. dem Älteren (1238–1303). Drei Jahre später, 1293, erhielten die Vögte von Weida das Eigengut Tinz und verkauften es 1331 an Heinrich IV. (1305–1343), Vogt von Gera. Mit der Errichtung einer mittelalterlichen Wasserburg bauten die Herren von Gera-Tinz als „Forwergk“ aus. Nach dem Aussterben der Linie der Vögte von Gera im Jahr 1550 – Heinrich XV. verschied kinderlos – gingen die Ländereien von Tinz an den Titularburggrafen von Meißen, des älteren Zweigs der Vögte von Plauen. Nach dem Aussterben der burggräflichen Linie von Meißen und Plauen im Jahr 1572 gingen alle Besitztümer an die Herren Reuß-Gera Jüngere Linie. Zu dieser Zeit war Tinz noch ein unregelmäßig parzelliertes Straßendorf und entwickelte sich an der Handelsstraße Nürnberg-Leipzig zu einem Handelsplatz nördlich von Gera.
Bekanntheit erlangte Tinz auch durch seinen Jahrmarkt, dessen Schaubuden bis 1540 alljährlich am 13. Juli, dem Margaretentag, um die Tinzer Kirche aufgebaut wurden. Durch den Ablass am Margaretentag und die hiermit verbundene Wallfahrt war die Tinzer Margaretenkirche eng mit dem Jahrmarktsgeschehen verbunden und um 1472 eine Erweiterung im spätgotischen Stil nötig geworden. Bis zur Einführung der Reformation im Jahr 1533 war der Pfarrer der Tinzer Kirche St. Margareten zugleich Schlosskaplan auf dem Schloss Osterstein. In einer Visitation der lutherischen Superintendentur von 1534 ging man mit dem Pfarrer hart ins Gericht, da er mal lutherisch, mal päpstlich predigte. Er wurde „als nichtsnutziger Bube“ abgeschafft und die Kirchgemeinde Tinz fortan von der Hauptkirche in Gera betreut.
Neben der alten Dorfkirche spielte sich das Geschehen auch um das Kammergut und das Wasserschloss am nordwestlichen Rand des ursprünglichen Ortskerns ab. 1745 ließ Graf Heinrich XXV. von Reuß-Gera (1681–1748) das Gebäudeensemble des bereits bestehenden Kammerguts zu einem zweiflügeligen Wirtschaftshof ausbauen und gab in unmittelbarer Nachbarschaft den Bau eines dreigeschossigen Schlosses mit umlaufenden Wassergräben in Auftrag. Sein Sohn, Heinrich XXX. von Reuß-Gera (1727–1802), gilt als Schöpfer der westlich angrenzenden, weitläufigen Parkanlage im französischen Stil und vollendete die erste Sommerresidenz des Hauses Reuß Jüngere Linie.
Zum 1. Januar 1919 wurde Tinz, zunächst ohne den Schlossbezirk, in die Stadt Gera eingemeindet. In den 1920er und 1930er Jahren erfolgte die Errichtung mehrerer Einzel- und Reihenhaussiedlungen (Rosenberg, Siedlung Heimatscholle). Aufgrund vieler ansässiger Industriegroßbetriebe (Brauerei, Gaswerk, Gießerei) war Tinz Ende des Zweiten Weltkriegs ein wichtiges Bombardierungsziel. Am 6. Februar 1945 traf es auch die Kreispflegeanstalt: 50 Tote waren zu beklagen.

## Sehenswürdigkeiten
- Schloss Tinz, erbaut von 1745 bis 1748 unter Heinrich XXV. Reuß-Gera. Das ehemalige Wasserschloss und dessen Außenanlagen werden derzeit umfassend saniert und sollen ab 2017 durch die Duale Hochschule Gera-Eisenach (DHGE) genutzt werden. Von 1920 bis zu ihrer Schließung 1933 durch die Nationalsozialisten war im Tinzer Schloss die sozialdemokratisch orientierte Heimvolkshochschule Tinz untergebracht.
- St. Margareten, eine ehemalige Wallfahrtskirche mit spätgotischem Flügelaltar.

## Politik
Tinz hat keinen Ortsteilrat und keinen Ortsteilbürgermeister.

## Entwicklung der Einwohnerzahl
| Jahr      | 1647 | 1794 | 1841 | 1867 | 1875 | 1891 | 1909 | 1941 | 1995 | 2008 |
| --------- | ---- | ---- | ---- | ---- | ---- | ---- | ---- | ---- | ---- | ---- |
| Einwohner | 67   | 106  | 191  | 315  | 450  | 768  | 997  | 2295 | 1603 | 1406 |

## Verkehr und Infrastruktur

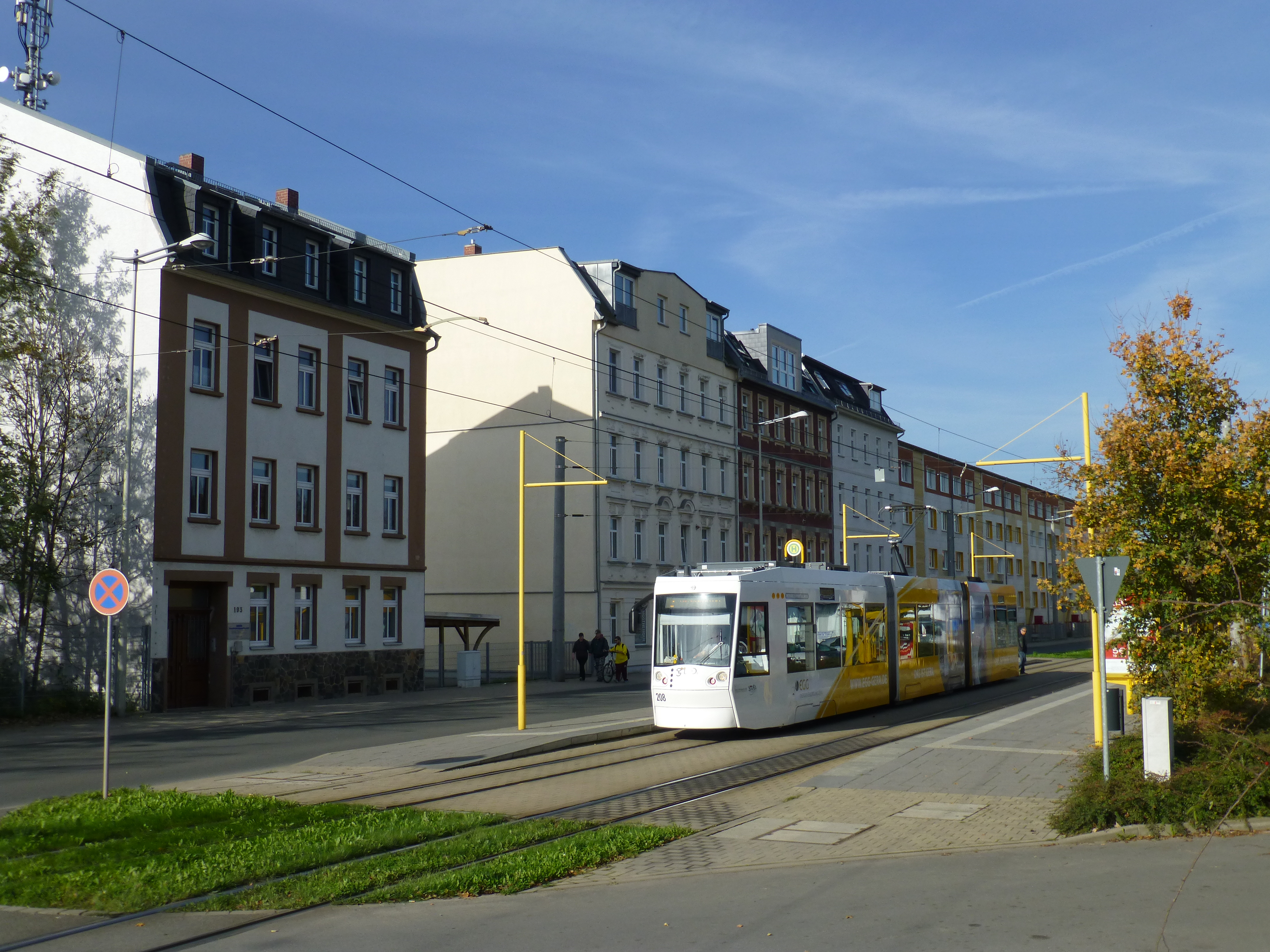
Straßenbahnhaltestelle Tinz der Stadtbahnlinie 3 in Gera

Das an der wichtigen mittelalterlichen Handelsstraße Nürnberg-Leipzig gelegene Straßendorf Tinz entwickelte sich schnell zu einem bekannten Marktplatz nördlich von Gera. Die verkehrsstrategisch günstige Lage führte in den letzten zwei Jahrhunderten zu einem wirtschaftlichen Aufschwung und einem bedeutenden Ausbau der Infrastruktur.
Am 22. Februar 1892 wurde die Straßenbahnlinie Debschwitz – Tinz mit 16 Haltestellen auf einer Gesamtlänge von 5,2 km eröffnet. Tinz zählte somit zu den ersten Ortschaften Deutschlands mit einem eigenen Anschluss an die elektrische Straßenbahn und war bis 1986 der nördliche Endpunkt des Netzes der Geraer Straßenbahn. 1986 wurde die Linie ins Neubaugebiet Bieblach-Ost verlängert. Im Zuge des Geraer Stadtbahnprogramms wurde die Wendeschleife Tinz – nachdem sie seit 1996 nur noch zu den Hauptverkehrszeiten im Fahrplanbetrieb genutzt wurde – 2007/2008 abgerissen. Zeitgleich wurde die Haltestelle Berufsakademie (heute Duale Hochschule) zur neuen Umsteigestelle ausgebaut. Diese wird heute von Bussen der RVG Regionalverkehr Gera/Land mit Regional- und Stadtlinien betrieben. In Planung ist der Neubau der Straßenbahnlinie 4 nach Langenberg, die an der Dualen Hochschule abzweigen soll.
| Linie | Betreiber | Linienverlauf                                                              | Taktung (Mo–Fr)                                                                                |
| ----- | --------- | -------------------------------------------------------------------------- | ---------------------------------------------------------------------------------------------- |
| 3     | GVB       | Bieblach-Ost – Tinz – Heinrichstraße – Lusan                               | 5 / 7,5 min                                                                                    |
| 203   | RVG       | Gera – Duale Hochschule – Bad Köstritz – Crossen an der Elster – Eisenberg | Halbstundentakt (Gera – Bad Köstritz) mit Linie 204 Zweistundentakt (Bad Köstritz – Eisenberg) |
| 204   | RVG       | Gera – Duale Hochschule – Bad Köstritz – Bad Klosterlausnitz – Hermsdorf   | Halbstundentakt (Gera – Bad Köstritz) mit Linie 203 Zweistundentakt (Bad Köstritz – Hermsdorf) |
| 228   | RVG       | Duale Hochschule – Langenberg – Hain / Steinbrücken – Großaga              | Stundentakt                                                                                    |
| 229   | RVG       | Duale Hochschule – Langenberg – Wernsdorf / Kleinaga – Hermsdorf           | Stundentakt                                                                                    |

Im Sommer 1926 wurde auf einem 36 Hektar großen Tinzer Flurstück der erste Geraer Flugplatz eingeweiht. Es bestanden unter anderem Flugverbindungen nach Halle, Leipzig/Schkeuditz, Chemnitz und Plauen. Der Flugplatz musste jedoch dem Bau der Reichsautobahn weichen, die am 4. Dezember 1937 für den Verkehr freigegeben wurde. Die nach Werner von Siemens benannte Zubringerstraße zur Autobahnanschlussstelle Gera-Langenberg wurde bereits 1933 gebaut und zerschnitt den Tinzer Schlosspark in zwei Teile.
Anfang der 1990er Jahre wurde die Panzerkaserne Tinz abgerissen und der Grundstein für das Gewerbegebiet Tinzer Straße gelegt, in dem die Deutsche Post AG eines ihrer 99 Briefzentren in Deutschland betreibt. Außerdem wurden mit dem Abriss des Kraftfahrzeuginstandsetzungswerks und dem Heizkraftwerk Gera-Nord weitere Industriegebiete in unmittelbarer Nähe zur Bundesautobahn 4 geschaffen.

## Öffentliche Einrichtungen

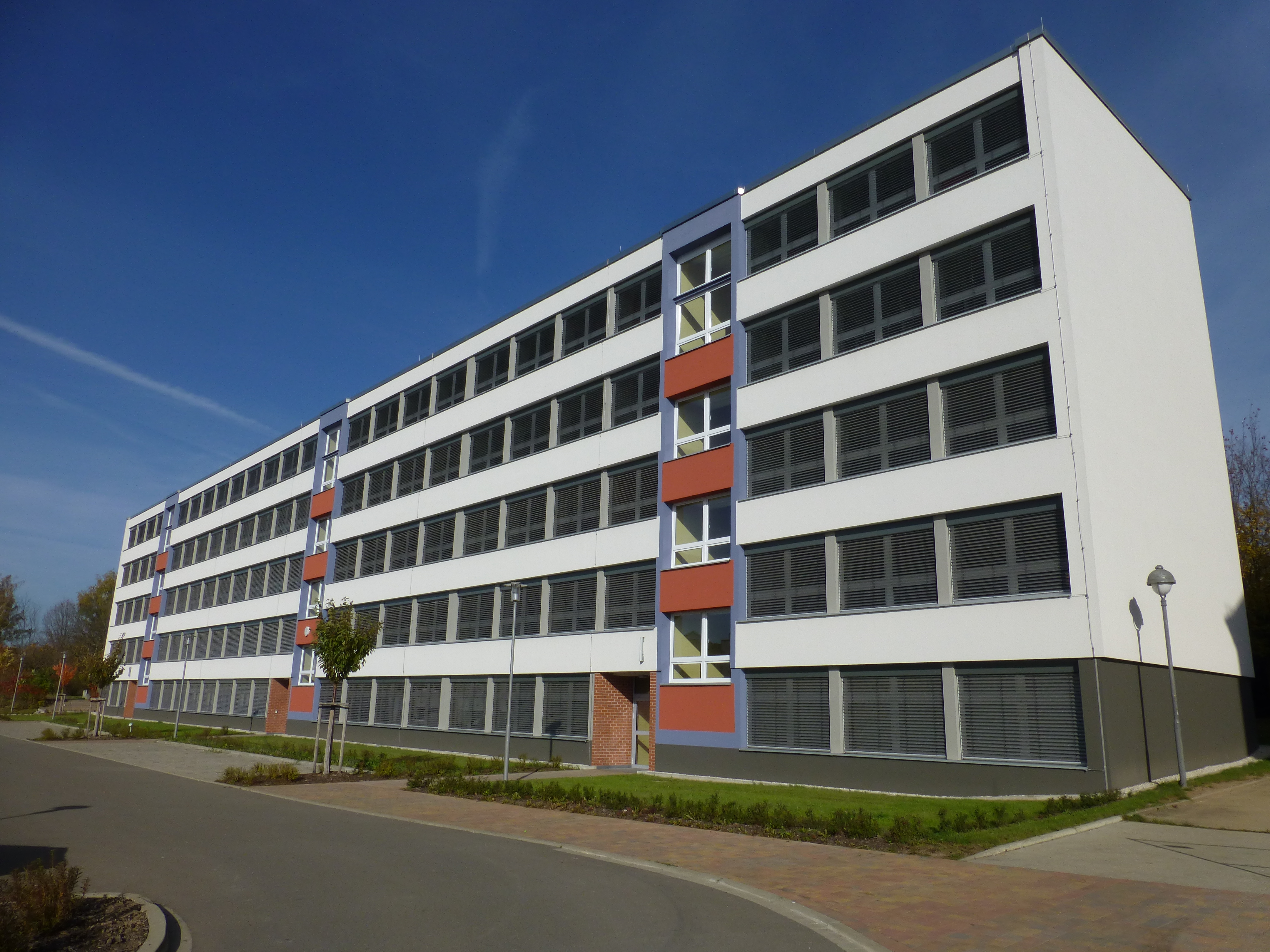
Berufsschule Technik in der Berliner Straße in Gera-Tinz

Bis 1968 existierte in Tinz eine Schule (Verbandsschule Tinz-Roschütz). Nach deren Schließung wurde das Schulgebäude Anfang der 1970er Jahre in einen Kindergarten umgebaut und beherbergt bis heute die Kindertagesstätte „Tinzer Spatzen“. Am 22. Oktober 2002 erfolgte die Grundsteinlegung für die Berufsakademie Gera, die seit dem 1. September 2016 als Duale Hochschule Gera-Eisenach (DHGE) Teil der Thüringer Hochschullandschaft ist. Im unmittelbar benachbarten Schloss Tinz waren bis Anfang 2010 Teile des Landgerichtes Gera untergebracht, das mit Fertigstellung des neuen Justizzentrums in die Innenstadt zog. Künftig soll das Schloss von der Hochschule genutzt werden, da ihre Kapazitäten bereits jetzt stark überlastet sind. Bis zum Abschluss der Sanierung des Tinzer Schlosses wird ein Teil der freien Räumlichkeiten im ehemaligen Kreiswehrersatzamt Gera (Schließung 2008) für die Duale Hochschule genutzt. In den Jahren 2010 bis 2014 erfolgte in Tinz die Sanierung der Berufsschule Technik und die Errichtung eines Erweiterungsneubaus am Standort der ehemaligen Schwimmhalle Tinz.

## Persönlichkeiten
- Oskar Köhler (1861–1930), deutscher Gutsbesitzer und Politiker, Bürgermeister von Tinz